# Pietà ou La révolution la nuit
Pietà ou La révolution la nuit  est une peinture réalisée en 1923 par le surréaliste et dadaïste allemand Max Ernst. Depuis 1981, elle fait partie de la collection de la Tate Gallery de Londres.

## Description et analyse
Le tableau est interprété comme un symbole de la relation turbulente entre l'artiste et son père, peintre amateur et catholique convaincu. Dans le tableau, Ernst remplace l'image classique de la Vierge Marie tenant le corps crucifié de Jésus (pietà) par son père comme Marie et l'artiste lui-même comme Jésus. Les expressions sur les deux visages sont vides comme s'ils étaient en état de somnambulisme.
À l'arrière-plan, dessiné sur un mur, on voit un homme avec une tête bandée qui monte un escalier. Un profil de l'œuvre dans le journal britannique The Guardian indique que la figure pourrait représenter soit Sigmund Freud, soit le poète français Guillaume Apollinaire, qui a subi une blessure à la tête durant la Première Guerre mondiale.
Pietà ou Révolution de nuit est un exemple de la première période du mouvement surréaliste. Son titre reflète les sentiments révolutionnaires du mouvement, et en particulier de son fondateur, André Breton.

## Sources
- The Guardian
- La Tate Gallery